# 霸王大系龍騎士
《霸王大系龍騎士》（日语：覇王大系リューナイト），是日昇製作並於1994年4月5日到1995年3月28日在東京電視台播放的日本電視動畫，全部共52集。之後在1994年至1996年推出了三部OVA，分別為。

## 登場人物
亞迪・威爾薩姆（聲優：結城比呂）
身高：159cm，體重﹕52公斤，年齡：14歲
本故事的主角，龍騎士「傑法」操縱者，北方騎士之國出身，別名「音速的亞迪」。喜歡泡溫泉。
帕菲・帕芙利西亞（聲優：矢島晶子）
身高：153cm，體重﹕38公斤，三圍﹕B78/W54/H76，年齡：14歲
魔法王國公主，龍法師「瑪金多拉」操縱者。
伊兹米（聲優：小杉十郎太）
身高：192cm，體重﹕104公斤，年齡：34歲
魔法王國僧侶，龍僧侶「巴烏斯」操縱者，帕菲隨從。
猿飛（聲優：西村智博）
身高：172cm，體重﹕56公斤，年齡：16歲
東方島國出身的忍者，龍忍者「爆烈丸」操縱者。
克拉奇斯（聲優：置鮎龍太郎）
身高：181cm，體重﹕63公斤，年齡：18歲
亞迪的師傅，龍酋長「夏因帕拉姆」操縱者。
卡茲（聲優：永島由子）
身高：157cm，體重：42公斤，三圍：B81/W56/H83，年齡：102歲(相當於人類的14歲)
畢提爾的妹妹，龍槍手「德林卡」操縱者，守財奴性格的精靈族武器商人。
畢提爾（聲優：關俊彥）
卡茲的精靈族哥哥，年齡為144歲，是位厲害的槍手也是真正操縱「德林卡」的主駕駛。
月心（聲優：松本保典）
身高：190cm，體重：95公斤，年齡：18歲
東方島國出身的武士，龍武士「疾風丸」操縱者。

## 主題曲
TV版
片頭曲
「Good-bye Tears」
作曲﹕工藤崇、填詞﹕柚木美祐、編曲﹕岩本正樹、主唱：高橋由美子

作曲﹕保刈久明、填詞﹕佐藤ありす、編曲﹕根岸貴幸、主唱：三重野瞳
片尾曲

作曲﹕保刈久明、填詞﹕佐藤ありす、編曲﹕根岸貴幸、主唱：三重野瞳

作曲﹕工藤崇、填詞﹕佐藤ありす、編曲﹕根岸貴幸、主唱：三重野瞳

### OVA版
片頭曲

作曲﹕保刈久明、填詞﹕佐藤ありす、編曲﹕根岸貴幸、主唱：三重野瞳
片尾曲
「Good-bye Tears」
作曲﹕松原みき、填詞﹕柚木美祐、編曲﹕岩本正樹、主唱：高橋由美子

片尾曲

作曲﹕松原みき、填詞﹕佐藤ありす、編曲﹕根岸貴幸、主唱：三重野瞳

## 劇場CD
ビデオ購入特典CD（現在はTV版DVD-BOXに収録）

## 關連作品

### 遊戲
- 超級機器人大戰NEO（日语：スーパーロボット大戦NEO）

首次參戰，伊東岳彦於NEO附贈特典：『超級機器人大戰NEO Official Reference Book』的專訪表示，若本作之後有登場後續的機戰作品，會設計出如魔神凱薩的原創龍系列機體。
但對於網路謠言所傳：「伊東岳彦不喜歡機戰，不讓霸王大系龍騎士作品參戰」並否定此事，但說明之所以沒有參戰是因為太多鋼彈系列作品於機戰作品上也很難融合其世界觀。
- 超級機器人大戰Operation Extend
- 超級機器人大戰X-Ω（日语：スーパーロボット大戦X-Ω）

2019年8月期間限定參戰。

## 外部連結
- 官方視頻頻道 （页面存档备份，存于）（日語）